# Szymon Szpitalny
Szymon Szpitalny, ps. „Jumper” (ur. w 1980) – polski skoczek spadochronowy, instruktor sportów spadochronowych, uczestnik rekordów Polski i Europy w formacjach wieloosobowych, pilot samolotów ultralekkich.

## Działalność sportowa
Działalność sportową Szymona Szpitalnego podano za: Strefa Jumpera : O nas [online], 2021.
Pierwszy skok wykonał 1 maja 1996 lotnisko Rybnik-Gotartowice z wysokości 1000 m ze spadochronem desantowym typu: SD-83. Członek Aeroklubu ROW do 1999 w tym czasie wykonał 218 skoków na spadochronach typu: SD-83, ST-7, SW-5, SW-12 i L-1 Feniks. Pod okiem instruktora Leszka Żaka trenował akrobację indywidualną, celność lądowania i skoki RW-4. Od 2000 członek sekcji spadochronowej Aeroklubu Gliwickiego, gdzie szkolił się w skokach w formacjach wieloosobowych oraz skokach z kamerą. W 2006 ukończył szkolenie instruktorskie (INS(SL)) w Aeroklubie Warszawskim, oraz szkolenie w St Marry's (USA), po którym uzyskał uprawnienia Coacha (USPA) oraz instruktora AFF (USPA)

### Uczestnik rekordów Polski
- 2001, Nowy Targ – nieudana próba ustanowienia rekordu 20-way
- 2008, Ostrów Wielkopolski – Rekord Polski w największej formacji skoczków 45-way
- 2012, Klatovy – Rekord Polski w największej formacji skoczków 70-way
- 2015, Klatovy – Rekord Polski w największej formacji skoczków 100-way
- 2019, Piotrków Trybunalski Sky Force – Sekwencyjny Rekord Polski total break 30-way[2]
- 2021, Piotrków Trybunalski Sky Force – Sekwencyjny Rekord Polski total break 36-way[2].

### Inne rekordy
- 2010, Włocławek – największa międzynarodowa formacja na polskim niebie 103-way
- 2011, Włocławek – największa międzynarodowa formacja na polskim niebie 113-way
- 2011, Prostejov[1] – Rekord Aeroklubu Gliwickiego 16-way.

Został członkiem Klubu Tysięczników Aeroklubu Gliwickiego, skupiającego skoczków mających na swoim koncie ponad 1000 skoków. Swój 1000 skok wykonał 27 sierpnia 2006.
Ma wykonanych 1888+ skoków spadochronowych. Od 1999 pilot samolotów ultralekkich.

### Osiągnięcia sportowe
Osiągnięcia sportowe Szymona Szpitalnego podano za: Strefa Jumpera : O nas [online], 2021. i Jan Isielenis, Archiwum Sekcji Spadochronowej Aeroklubu Gliwickiego, s. 1.
- 2003 – 7–8 czerwca Międzynarodowe Spadochronowe Mistrzostwa Śląska 2003 – Gliwice. Klasyfikacja indywidualna (celność lądowania – spadochrony klasyczne): III miejsce – Szymon Szpitalny. Klasyfikacja drużynowa (celność lądowania – spadochrony klasyczne): III miejsce – Świtezianki: Szymon Szpitalny, Krystyna Bielecka, Waldemar Zygała.
- 2003 – I Mistrzostwa w Akrobacji Zespołowej, w RW-2 – Piotrków Trybunalski. Klasyfikacja drużynowa: II miejsce – Aeroklub Gliwicki: Zbigniew Izbicki, Szymon Szpitalny, Mariusz Bieniek (kamera).
- 2004 – 3–5 września XII Międzynarodowe Spadochronowe Mistrzostwa Polski w Akrobacji Zespołowej RW-4 Ostrów Wielkopolski 2004. Klasyfikacja drużynowa: V miejsce – SZAKALE II Aeroklub Gliwicki: Emanuela Asia Paczulla, Krzysztof Szawerna, Zbigniew Zibex Izbicki, Tomasz Chegues Kurczyna, Szymon Jumper Szpitalny (kamera).
- 2005 – 9–11 września XIII Spadochronowe Mistrzostwa Polski w Akrobacji Zespołowej RW-4 Ostrów Wielkopolski 2005. Klasyfikacja – Akrobacja zespołowa RW-4 Mistrzostwa Polski: VI miejsce – TWINS: Zbigniew Izbicki, Tomasz Kurczyna, Ziemowit Nowak, Marcin Wilk, Szymon Szpitalny (kamera). Klasyfikacja – Akrobacja zespołowa RW-4 Open: VII miejsce – TWINS: Zbigniew Izbicki, Tomasz Kurczyna, Ziemowit Nowak, Marcin Wilk, Szymon Szpitalny (kamera).
- 2006 – 27 maja Zawody Spadochronowe w RW–2 – Polska Nowa Wieś. II miejsce – Sznajdi–Gliwice: Emanuela Paczulla, Wojciech Schneider, Szymon Szpitalny – (kamera).
- 2006 – 1–3 września XIV Spadochronowe Mistrzostwa Polski w Akrobacji Zespołowej RW-4 Ostrów Wielkopolski 2006. Klasyfikacja – Akrobacja zespołowa RW-4: IV miejsce – DRIM TIM Aeroklub Gliwicki: Ziemowit Nowak, Krzysztof Szawerna, Zbigniew Izbicki, Tomasz Kurczyna, Szymon Szpitalny (kamera).
- 2008 – czerwiec, na lotnisku Ostrów Wielkopolski-Michałków uczestniczył w ustanowieniu rekordu Polski w największej formacji skoczków – 45 WAY. Rekord bito z wysokości 4,5 tysiąca metrów[4].
- 2010 – sierpień, na lotnisku Włocławek-Kruszyn uczestniczył w ustanowieniu rekordu Europy w największej formacji skoczków – 103 WAY[5].
- 2011 – 29 lipca na lotnisku Włocławek-Kruszyn uczestniczył w ustanowieniu rekordu Europy w największej formacji skoczków – 113 WAY[6].
- 2011 – 1 października w miejscowości Prostějov (Czechy) skoczkowie z Aeroklubu Gliwickiego ustanowili klubowy rekord w tworzeniu formacji wieloosobowych. Rekord, to formacja zbudowana z 16. skoczków w składzie: Mariusz Bieniek, Zbigniew Izbicki, Krzysztof Szawerna, Bartłomiej Ryś, Michał Marek, Jan Isielenis, Tomasz Laskowski, Joachim Hatko, Tomasz Wojciechowski, Szymon Szpitalny, Mirosław Zakrzewski, Dominik Grajner, Tomasz Kurczyna, Danuta Polewska, Piotr Dudziak, Łukasz Geilke[7].
- 2012 – 26–28 września ustanowiono Rekord Polski RW-70 – Klatovy (Czechy). Szymon Szpitalny uczestniczył w tworzeniu rekordowej formacji, slot B15[8]. Skoki były wykonywane z wysokości 4500 metrów, z trzech samolotów Short SC.7 Skyvan[9].
- 2015 – 5–6 czerwca Speed Star Slovakia n.g. 6. ročník 2015 – Slavnica[b]. Klasyfikacja zespołowa: II miejsce – Szybkie Szakale: Mariusz Bieniek, Krzysztof Szawerna, Joachim Hatko, Szymon Szpitalny, Dominik Grajner i Peter Novak (kamera).
- 2015 – 13 sierpnia ustanowiono Rekord Polski RW-100 – Klatovy (Czechy). Szymon Szpitalny brał udział w tworzeniu rekordowej formacji[10].
- 2015 – 23–24 października Speed Star – Soutěž ve formaci HVĚZDA – Prostějov. Klasyfikacja zespołowa: I miejsce – Szybkie Szakale: Mariusz Bieniek, Krzysztof Szawerna, Joachim Hatko, Dominik Grajner, Szymon Szpitalny, Tomasz Wojciechowski i Tymoteusz Tabor (kamera)[11].
- 2016 – 30 kwietnia 10-Way Speed Star, Klatovy 2016. Klasyfikacja zespołowa: VIII miejsce – „Szybkie Szakale”: Mariusz Bieniek, Krzysztof Szawerna, Joachim Hatko, Dominik Grajner, Bartłomiej Ryś, Michał Marek, Szymon Szpitalny, Paweł Rey, Łukasz Bryła, Małgorzata Solnica, Andrzej Bartłomowicz (kamera)[c].
- 2016 – 29 października Międzynarodowe Zawody Speed-Star – Prostejov. Klasyfikacja zespołowa: I miejsce – Szybkie Szakale: Bartłomiej Ryś, Mariusz Bieniek, Krzysztof Szawerna, Joachim Hatko, Dominik Grajner, Szymon Szpitalny i Tymoteusz Tabor (kamera)[12][13][14][15].
- 2017 – 30 kwietnia-1 maja 10-Way Speed Star, Klatovy 2017. Klasyfikacja zespołowa: X miejsce – Szybkie Szakale: Mariusz Bieniek, Krzysztof Szawerna, Joachim Hatko, Bartłomiej Ryś, Dominik Grajner, Leszek Tomanek, Tomasz Wojciechowski, Robert Krawczak, Szymon Szpitalny, Tomasz Burza i Bartosz Dyjeciński[16].
- 2017 – 30 września II Zawody Speed–Star – Zawody spadochronowe Antek – Gliwicka Gwiazda 2017 – Gliwice. Klasyfikacja zespołowa: I miejsce – Szybkie Szakale: Krzysztof Szawerna, Bartłomiej Ryś, Szymon Szpitalny, Dominik Grajner, Joachim Hatko i Tymoteusz Tabor (kamera)[17][18][19][20]
- 2017 – 28 października Międzynarodowe Zawody Speed-Star – Prostejov (Czechy). Klasyfikacja zespołowa: I miejsce – Szybkie Szakale: Bartłomiej Ryś, Mariusz Bieniek, Krzysztof Szawerna, Joachim Hatko, Dominik Grajner, Szymon Szpitalny i Tomasz Burza (kamera) (skok 1: 1,77 s, skok 2: 7,85 s, skok 3: 7,38 s, skok 4: 8,90 s, suma 25,90 s)[21].
- 2018 – III Zawody Speed–Star – Zawody spadochronowe Antek – Gliwicka Gwiazda 2018. Klasyfikacja zespołowa: I miejsce – Szybkie Szakale: Mariusz Bieniek, Krzysztof Szawerna, Bartłomiej Ryś, Dominik Grajner, Joachim Hatko i Szymon Szpitalny (kamera).
- 2019 – 31 maja SpeedStar Slovakia Open n.g. 10. ročník 2019 – Slavnica (Słowacja). Klasyfikacja zespołowa: I miejsce – Gliwickie Szakale: Mariusz Bieniek, Joachim Hatko, Dominik Grajner, Monika Locińska, Paweł Mostowski, Danuta Polewska, Leszek Tomanek, Szymon Szpitalny i Wojciech Kielar (kamera)[22].
- 2019 – 28 września Międzynarodowe Zawody Speed-Star – Prostejov. Klasyfikacja zespołowa: I miejsce – Szybkie Szakale: Mariusz Bieniek, Bartłomiej Ryś, Tomasz Wojciechowski, Joachim Hatko, Dominik Grajner, Szymon Szpitalny i Wojciech Kielar (kamera)[23][24].
- 2019 – Udział w sekwencyjnym Rekordzie Polski formacji 30-Way – wykonane 3 figury[1].
- 2020 – 3 października Międzynarodowe Zawody Speed-Star – Prostejov. Klasyfikacja zespołowa: I miejsce – Szybkie Szakale: Mariusz Bieniek, Dominik Grajner, Bartłomiej Ryś, Tomasz Wojciechowski, Joachim Hatko, Szymon Szpitalny i Wojciech Kielar (kamera)[25][26][27][28].
- 2021 – 2–3 września Międzynarodowe Zawody Speed-Star – Prostejov (Czechy). Klasyfikacja zespołowa: I miejsce – Szybkie Szakale: Mariusz Bieniek, Joachim Hatko, Bartłomiej Ryś, Szymon Szpitalny, Mariusz Koba Sajgon, Zuzanna Foltyn, Wojciech Kielar (kamera) (skok 1: -2 pkt, skok 2: 1 pkt, skok 3: 2 pkt, skok 4: 1 pkt, skok 5: -3 pkt, suma: -1 pkt)[29].
- 2022 – 26–27 maja SpeedStar 8way sequential (optional) Slavnica 2022. Klasyfikacja zespołowa: I miejsce – Szybkie Szakale: Mariusz Bieniek, Grzegorz Cichy, Joachim Chatko, Szymon Szpitalny, Rafał Duda, Dominik Grajner, Danuta Polewska, Jozef Just, Wojciech Kielar (kamera)[30][31].
- 2022 – 30 września–1 października Międzynarodowe Zawody Speed-Star – Prostejov (Czechy). Klasyfikacja zespołowa: I miejsce – Szybkie Szakale: Mariusz Bieniek, Joachim Hatko, Bartłomiej Ryś, Szymon Szpitalny, Paweł Rey, Danuta Polewska, Wojciech Kielar (kamera)[32][33][34].
- 2023 – 30 września Zawody Speed-Star – Prostejov (Czechy). Klasyfikacja zespołowa: II miejsce – „Szybkie Szakale”: Mariusz Bieniek, Joachim Hatko, Bartłomiej Ryś, Szymon Szpitalny, Monika Locińska, Artur Paszek, Wojciech Kielar (kamera)[35].

## Osiągnięcia pozasportowe
Osiągnięcia pozasportowe Szymona Szpitalnego podano za: Strefa Jumpera : O nas [online], 2021.
- 2003 – zakwalifikowanie do II Festiwalu Filmów Extremalnych w Warszawie. Obraz pod tytułem „Festiwal 2003, wyświetlono na „dużym ekranie”. Film zdobył uznanie, co zaowocowało współpracą z kanałem 4fun.tv, gdzie wystąpił w programie o tematyce sportów extremalnych „Jechanka”. W późniejszym czasie po podpisaniu umowy z kanałem 4fun.tv parokrotnie wyemitowano jego produkcję.
- 2003 – film „Festiwal 2003” wyświetlono na Festiwalu Filmów Sportów Extremalnych ZAJAWKA w Gdańsku.
- 2004 – ponownie zakwalifikował się na III Festiwal Film Extreme w Warszawie. W kinie Luna wyświetlono „jakiś tam sobie film vol.1”.
- 2005 – współpraca z TVP3 Wrocław (materiały ze skoku św. Mikołaja użyte w świątecznym wydaniu programu informacyjnego).
- 2005/2006 – współpraca z miesięcznikiem Przegląd Lotniczy (wydruk fotografii).
- 2005/2006 – współpraca przy wydaniu kalendarza dla spadochroniarzy (wydawca Aeroklub Warszawski).
- 2006 – współpraca z TVP3 Opole, TVP3 Poznań, TVP1 – Teleexpres (materiały ze skoków zostały użyte w realizacji programów informacyjnych).
- 2007 – współpraca przy realizacji programu „A ja tu zostaje” – program wyemitowany w TVP3 Katowice.
- 2007 – współpraca przy projekcie informacyjno–promocyjnym „To je vyborne! Das ist super! Dolny Śląsk”. Spot reklamowy emitowany od października 2007 do marca 2008 na kanałach TVP1, TVP2, Polsat, TVN. Zespół skoczków z Gliwic wykonał skoki dublerskie i sceny kaskaderskie, które filmował.
- 2008 – kolejny raz brał udział w Festiwalu Filmów Extremalnych w Warszawie. Wysłany filmik został wyświetlony w sieci kin Cinema City.

## Galeria

Szymon Szpitalny ps. Jumper
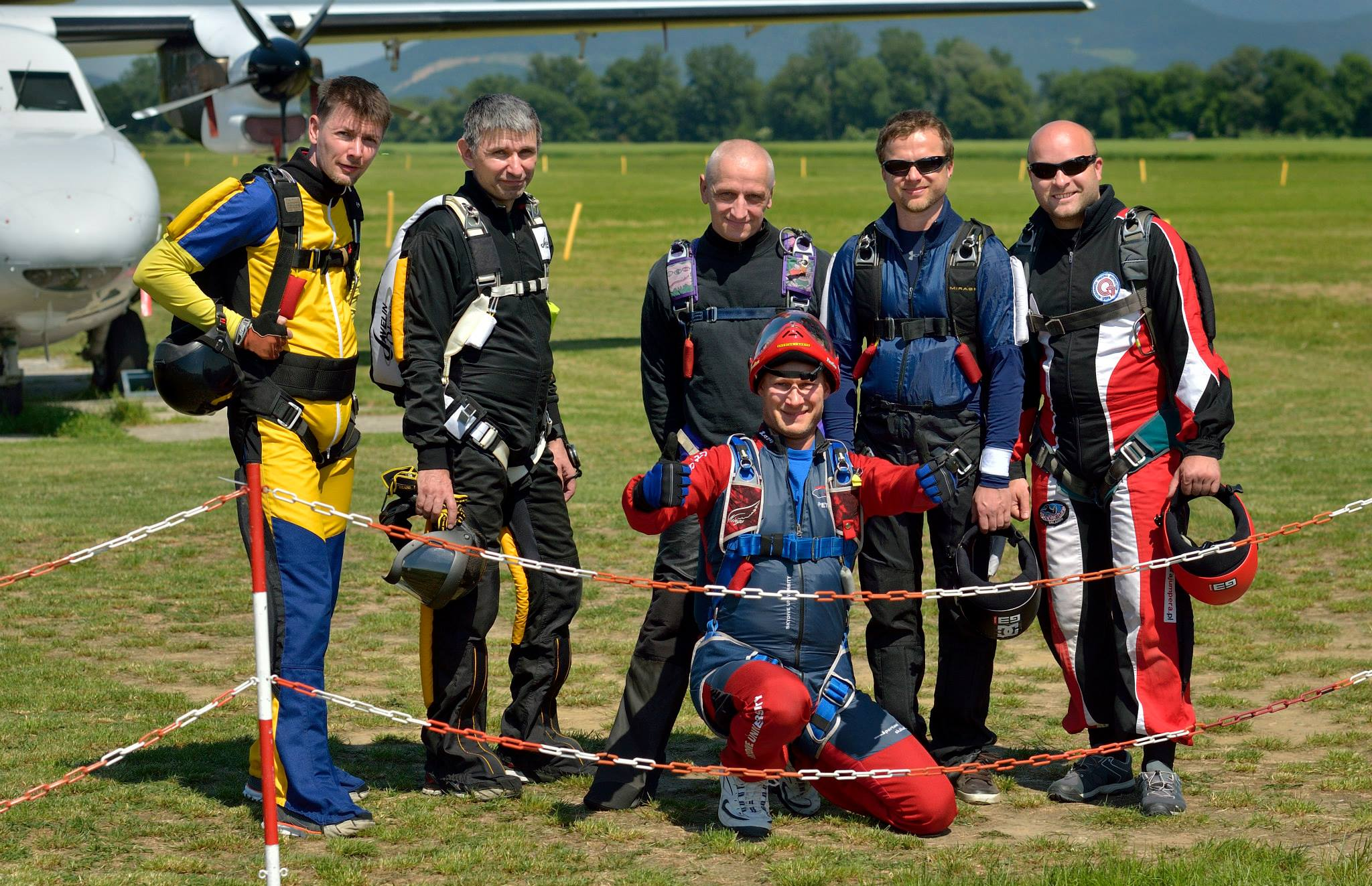
SpeedStar Slovakia-Slavnica 2015.  II miejsce – „Szybkie Szakale” (Mariusz Bieniek, Krzysztof Szawerna, Joachim Hatko, Szymon Szpitalny, Dominik Grajner i Peter Novak (kameraman) (czerwiec 2015)
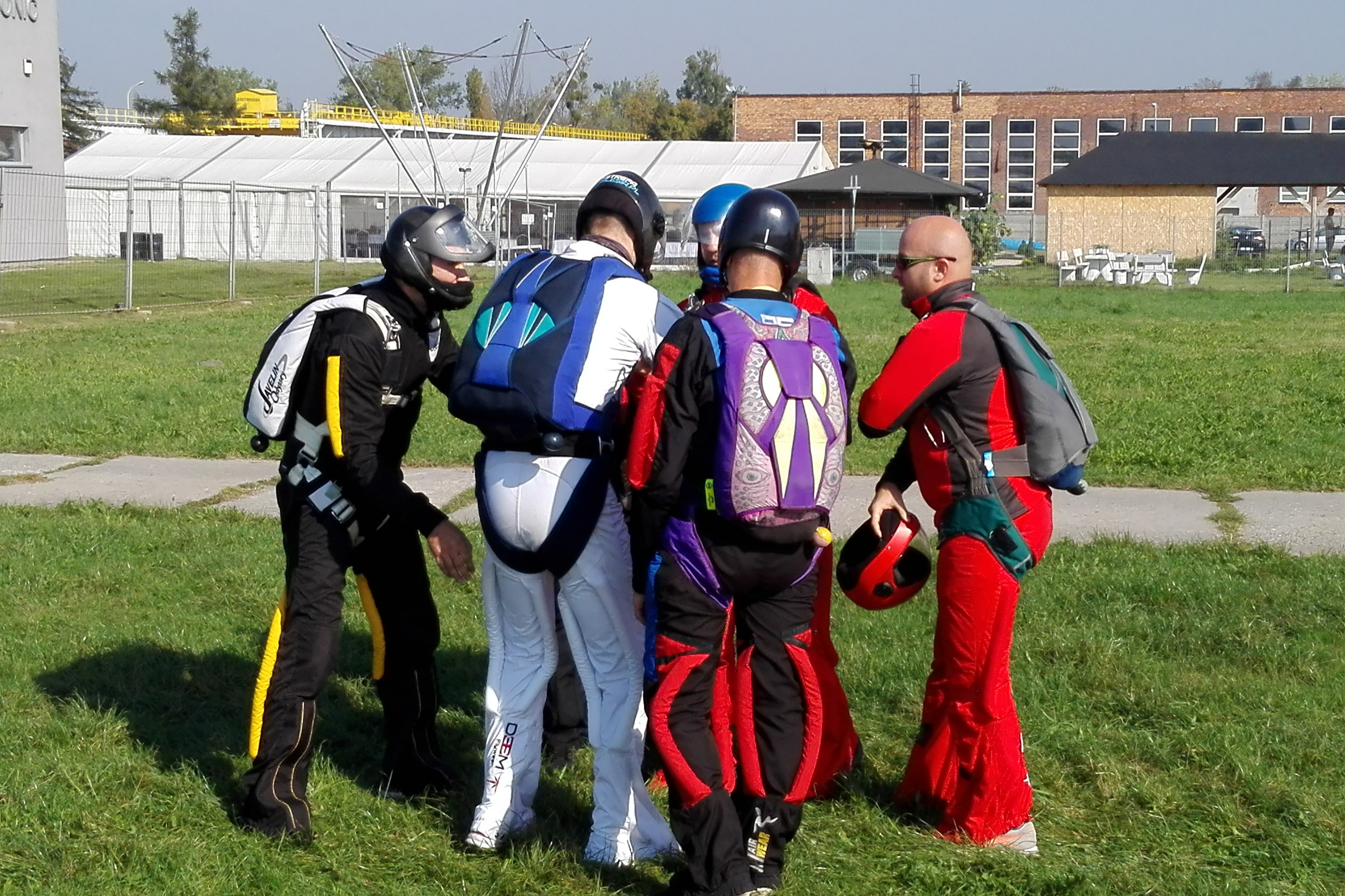
Trening do RW-6: Krzysztof Szawerna, Bartłomiej Ryś, Joachim Hatko, Mariusz Bieniek, Dominik Grajner, Szymon Szpitalny (wrzesień 2016)
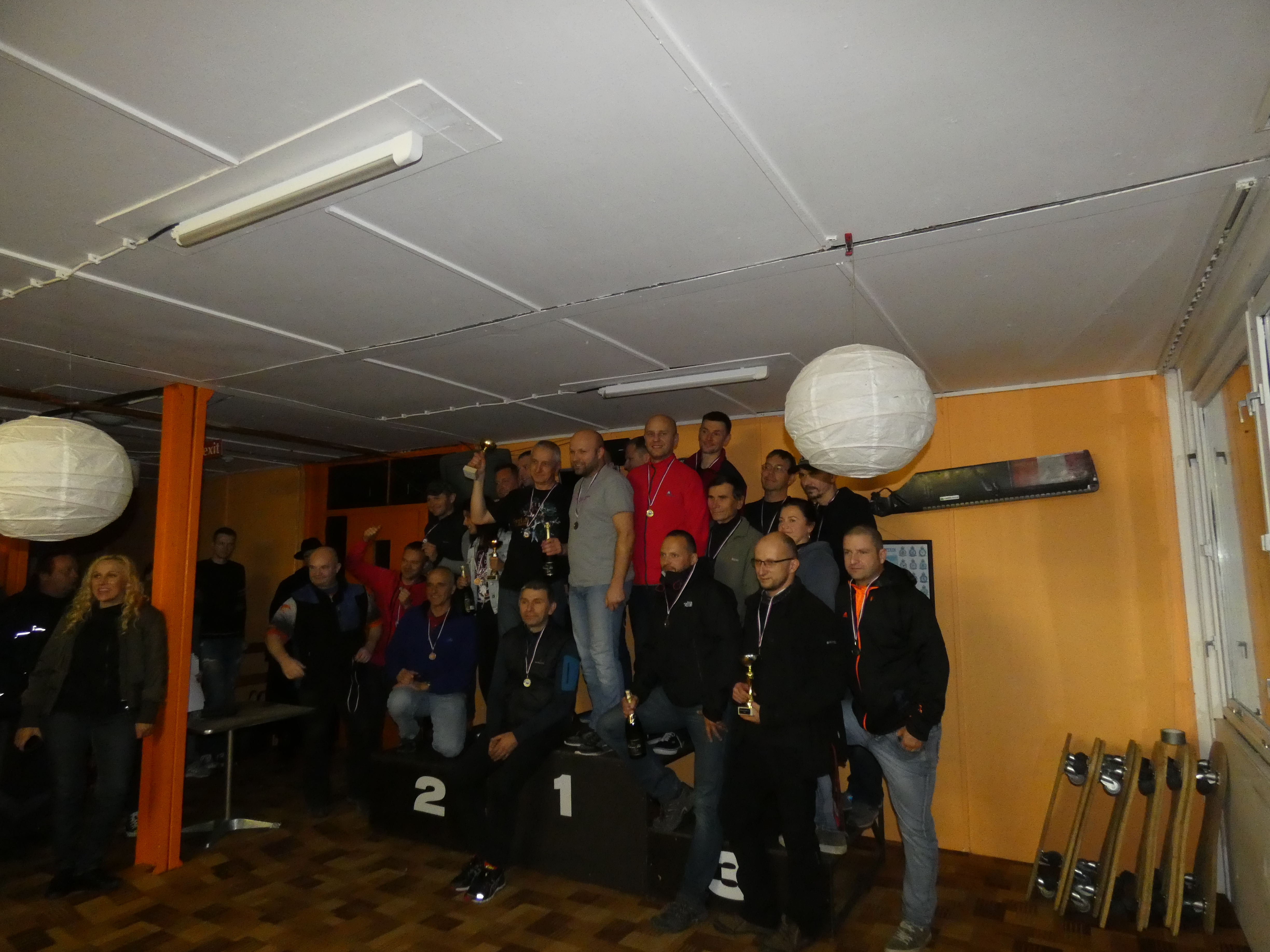
Międzynarodowe Zawody Speed-Star – Prostějov 2017. I miejsce – „Szybkie Szakale”: Mariusz Bieniek, Bartłomiej Ryś, Krzysztof Szawerna, Joachim Hatko, Dominik Grajner, Szymon Szpitalny i Tomasz Burza (kamera) (październik 2017)
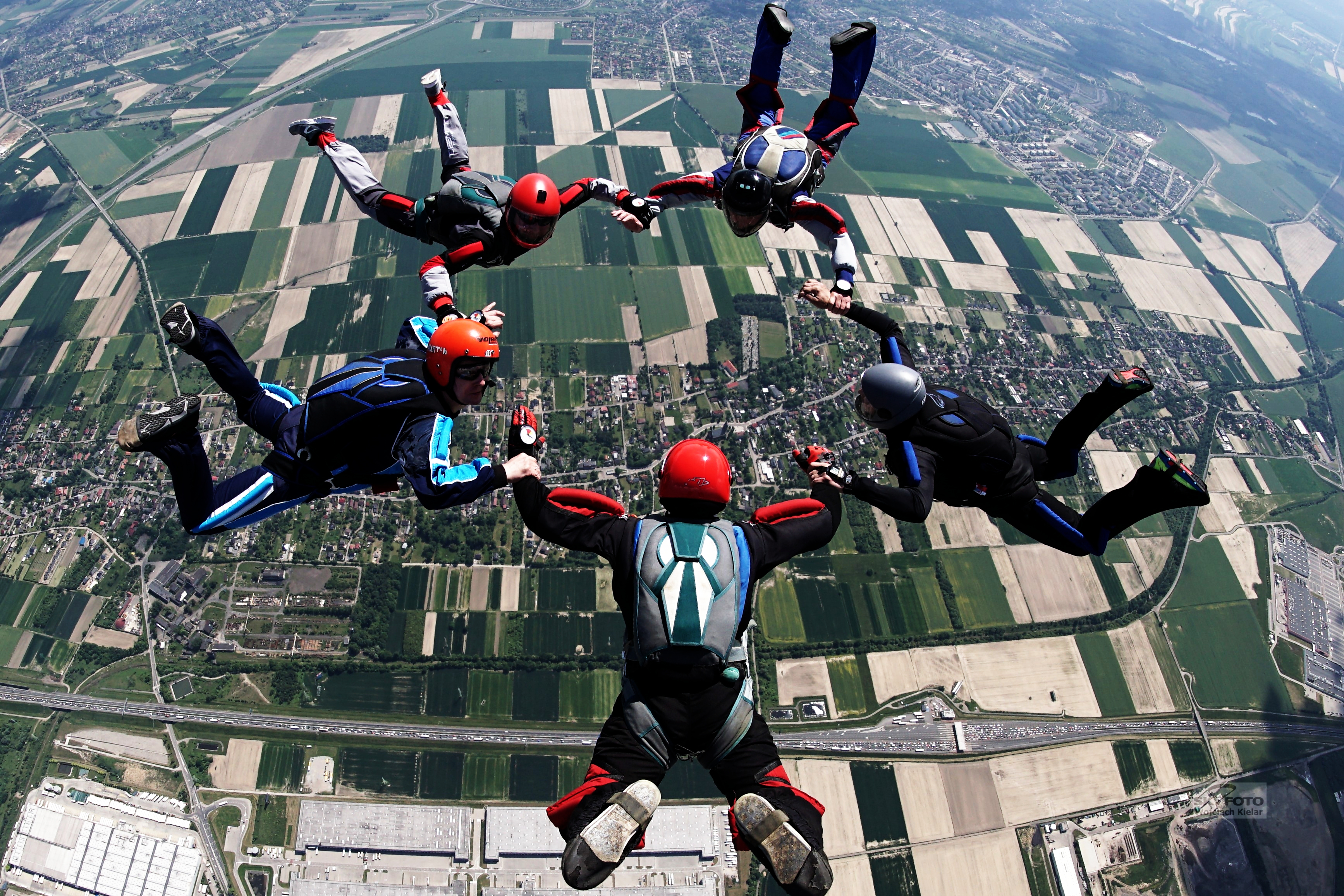
Gwiazda RW-5: Mariusz Bieniek, Marcin Wilner, Szymon Szpitalny, Jacek Bujny, Rafał Duda (czerwiec 2021)